# Kirk Fordice

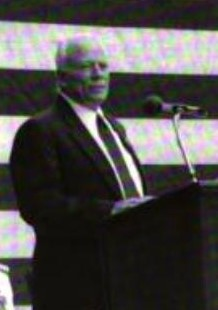
Kirk Fordice

Daniel Kirkwood „Kirk“ Fordice (* 10. Februar 1934 in Memphis, Tennessee; † 7. September 2004 in Jackson, Mississippi) war ein US-amerikanischer Politiker und von 1992 bis 2000 Gouverneur des Bundesstaates Mississippi.

## Frühe Jahre
Kirk Fordice studierte bis 1957 an der Purdue University das Bauwesen. Die folgenden zwei Jahre war er Offizier der US Army, deren Reserve er bis 1977 angehörte, wobei er es bis zum Oberst brachte. Nach seiner zweijährigen aktiven Militärzeit ließ sich Fordice in Vicksburg nieder, wo er seine eigene Baufirma gründete und bald zum Millionär wurde. Politisch war Fordice Mitglied der Republikanischen Partei. Bis 1991 hatte er aber kein politisches Amt inne.

## Gouverneur von Mississippi
Im Jahr 1991 wurde Kirk Fordice gegen den demokratischen Amtsinhaber Ray Mabus zum neuen Gouverneur seines Staates gewählt. Damit war er der erste Republikaner in diesem Amt seit Adelbert Ames, der von 1874 bis 1876 amtierte. Fordice war auch der erste Gouverneur seines Staates, der nach einer Reform der Staatsverfassung direkt wiedergewählt wurde und somit zwischen dem 14. Januar 1992 und dem 10. Januar 2000 acht Jahre lang sein Amt ausüben konnte. Er förderte die Wirtschaft und die Industrie seines Staates, was zu einem unerwarteten Wirtschaftsaufschwung führte. Jedoch galt er auch als sehr konservativ und befürwortete die Todesstrafe sowie einen schärferen Strafvollzug. In der Rassenfrage war er ebenfalls konservativ bis reaktionär. Er verweigerte eine Entschuldigung für den Rassismus in der Geschichte des Staates Mississippi. Anlässlich einer Rede gegen eine finanzielle Förderung von Firmen, die in der Hand von Minderheiten waren, trug der Gouverneur eine Krawatte mit der Flagge der Konföderierten Staaten. Fordice lehnte auch eine Erhöhung des Bildungsetats ab, obwohl Mississippi damals unter allen US-Bundesstaaten nur auf Platz 49 lag. Er ließ die Lehrer, die mit Streik drohten, wissen, dass jeder streikende Lehrer sofort entlassen würde. Gouverneur Fordice war auch ein Gegner von gleichgeschlechtlichen Ehen.

## Weiterer Lebenslauf
Nach seiner Gouverneurszeit lebte Kirk Fordice in Madison. Er war zweimal geschieden und hatte insgesamt vier Kinder. Der Ex-Gouverneur starb im September 2004 an Leukämie.